# Efeb d'Anticitera
L'Efeb d'Anticitera és una estàtua en bronze d'un jove de lànguida elegància que va ser trobat el 1900 per pescadors d'esponges en l'àrea d'un antic naufragi prop de l'illa d'Anticitera, a Grècia. L'Efeb d'Anticitera es conserva al Museu Arqueològic Nacional d'Atenes. Va ser la primera d'una sèrie d'escultures gregues de bronze recuperades en el segle XX a l'Egeu i el Mediterrani que van ajudar a canviar substancialment la visió moderna de les escultures de l'antiga Grècia. El naufragi, datat en la dècada del 60 aC, també va revelar el mecanisme d'Anticitera, un instrument de càlcul astronòmic, així com un característic bust en pedra d'un filòsof estoic, i un gran nombre de monedes, entre les quals hi havia una desproporcionada quantitat de tetradracmes cistófors de Pèrgam i monedes d'Efes, portant els investigadors a suposar que les restes hauria començat el seu viatge a la costa jònica, potser en la mateixa Efes; cap element del carregament recuperat ha estat identificat com a procedent de la Grècia continental.
L'Efeb mesura 1,94 metres, una mica més gran que l'alçada humana normal, i va ser recuperat molt fragmentat. La seva primera restauració, realitzada poc després de la seva troballa, va ser revisada en la dècada de 1950, sota la direcció de Christos Karouzos, canviant el focus dels ulls, la configuració de l'abdomen, la connexió entre el tors i la part superior de la cuixa dreta, i la posició del braç dret. Aquesta nova restauració es considera generalment com encertada.
L'Efeb no es correspon amb cap altre model iconogràfic conegut, no hi ha còpies d'aquest tipus. Sostenia un objecte esfèric a la seva mà dreta, i possiblement podria haver representat a Paris de Troia presentant la poma de la Discòrdia a Afrodita, però, pel fet que Paris es representa tradicionalment vestit i amb el distintiu capell frigi, altres investigadors suggereixen que la imatge representa a un jove i imberbe Hèracles sostenint la poma del Jardí de les Hespèrides. També s'ha suggerit que el jove representat és en realitat Perseu sostenint el cap de la gòrgona Medusa. En qualsevol cas, la pèrdua del context de l'Efeb d'Anticitera l'ha desposseït del seu significat cultural original.
L'Efeb, datat pel seu estil cap a l'any 340 aC, és una de les més brillants produccions de l'escultura Peloponès en bronze, la individualitat i el caràcter que mostra han fomentat l'especulació sobre la seva possible autoria: potser és el treball del famós escultor Eufrànor d'Atenes, format en la tradició Policlet, qui va realitzar l'escultura de Paris, d'acord amb Plini.